# Olena Kul'čyc'ka
Olena L'vivna Kul'čyc'ka (in ucraino Олена Львівна Кульчицька?; Berežany, 15 settembre 1877 – Leopoli, 8 marzo 1967) è stata un'artista, insegnante e attivista ucraina.

## Biografia
Olena Kul'čyc'ka completò la sua formazione artistica, tra il 1901-1903, nello studio privato gestito da R. Bratkowski e S. Batowski-Kaczor a Leopoli e alla Vienna School of Industrial Design, dal 1903 al 1908. Dopo la laurea, per un anno viaggiò attraverso i principali centri d'arte europei, tra cui Monaco, Parigi e Londra. Più tardi, iniziò a lavorare come insegnante d'arte nelle scuole secondarie di Leopoli (il ginnasio Regina Edvige di Polonia, per due anni tra il 1909 e il 1910) e nella scuola femminile Przemyśl, dal 1910 al 1938. Nel 1939 entrò a far parte del Dipartimento etnografico del Museo della Società scientifica di Shevchenko a Leopoli. Dopo la seconda guerra mondiale, per sei anni dal 1945, insegnò grafica per libri all'Istituto poligrafico di Leopoli. Nel 1950 venne eletta corrispondente dell'Accademia delle costruzioni e dell'architettura della Repubblica Sovietica Ucraina.

## Carriera
La prima mostra personale di Kul'čyc'ka fu allestita a Leopoli nel 1909. Espose le sue incisioni, stampe, acquerelli, xilografie e filigrane. La mostra fu celebrata dagli artisti ucraini del primo modernismo, come Ivan Trush. Il lavoro di Olena Kul'čyc'ka combinava le tradizioni dell'arte popolare dell'Ucraina occidentale, in particolare gli Hutsuli, con le innovazioni stilistiche della secessione viennese. Successivamente espose le sue opere a Cracovia, Varsavia, Poznań, Kiev e altre città europee.
Durante il periodo 1920-1930, Kul'čyc'ka portò un grande contributo all'illustrazione di libri ucraini, disegni sui vari lavori di Ivan Franko, Mykhailo Kotsiubynsky, Vasyl Stefanyk e Yurii Fedkovych, oltre a più di 70 libri per bambini per la serie For Our Littlest Ones, che includeva La casa dei melograni di Oscar Wilde (1920).
Nel campo delle arti applicate, disegnò 80 tapeti kilim in collaborazione con sua sorella Olga.

## Attivismo
Durante la prima guerra mondiale, Kul'čyc'ka descrisse le sofferenze della popolazione civile e dei rifugiati. Le sue opere vennero riprodotte come cartoline dal Comitato delle donne ucraine per aiutare i soldati feriti a Vienna.
Kul'čyc'ka fece parte del movimento di resistenza civile sotto lo stalinismo, aiutando le famiglie di coloro che furono repressi e deportati in Siberia.
Nel 1955, Kul'čyc'ka iniziò una campagna contro la chiusura del Collegio d'Arte di Leopoli. Inoltre sostenne finanziariamente l'Unione per la liberazione dell'Ucraina.